# Zona metropolitana (Seattle)

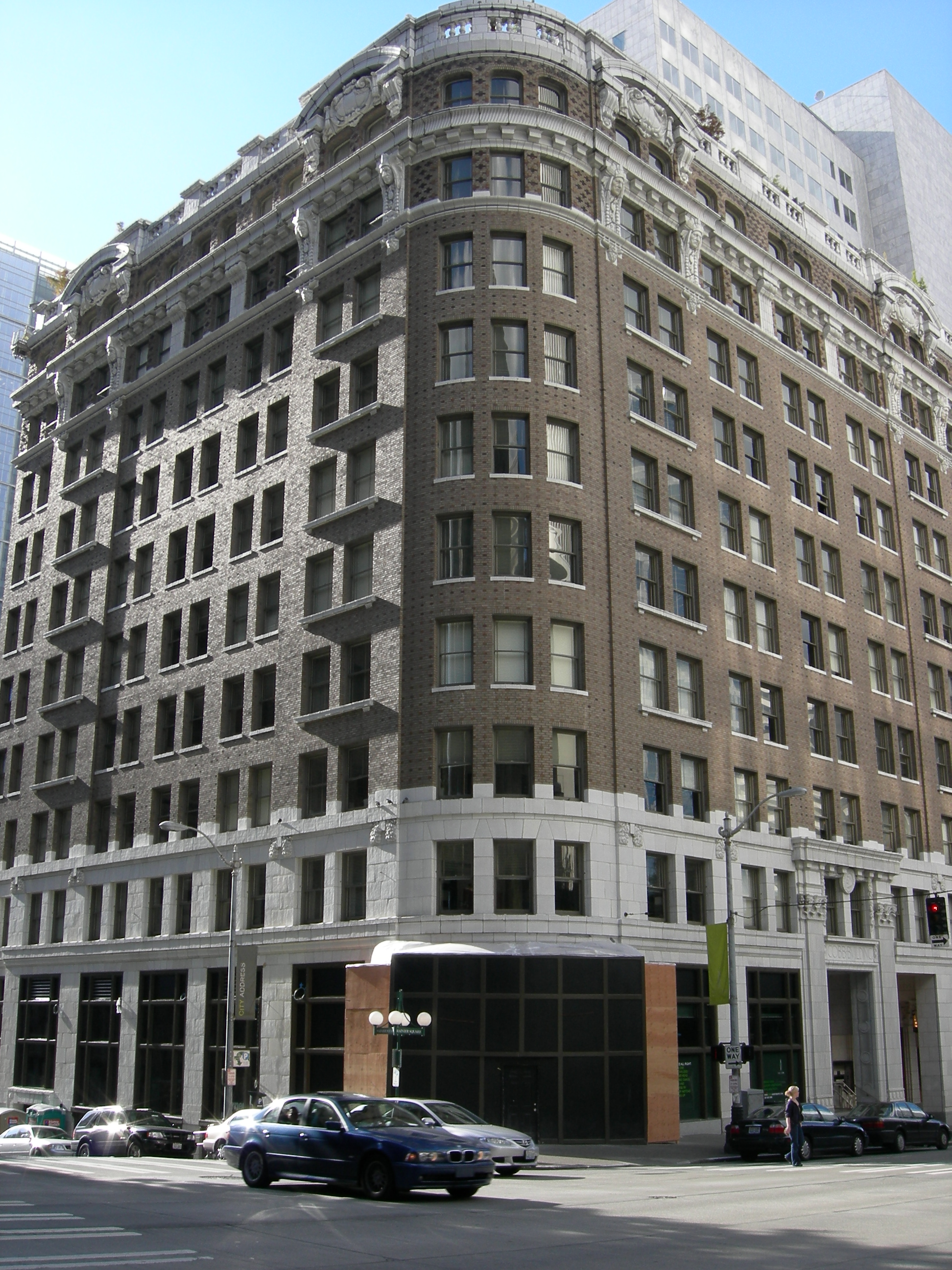
El edificio Cobb, 1301–1309 Fourth Avenue, es el único edificio restante cuyo diseño se ajusta al plan original de Howells & Stokes para Metropolitan Tract.

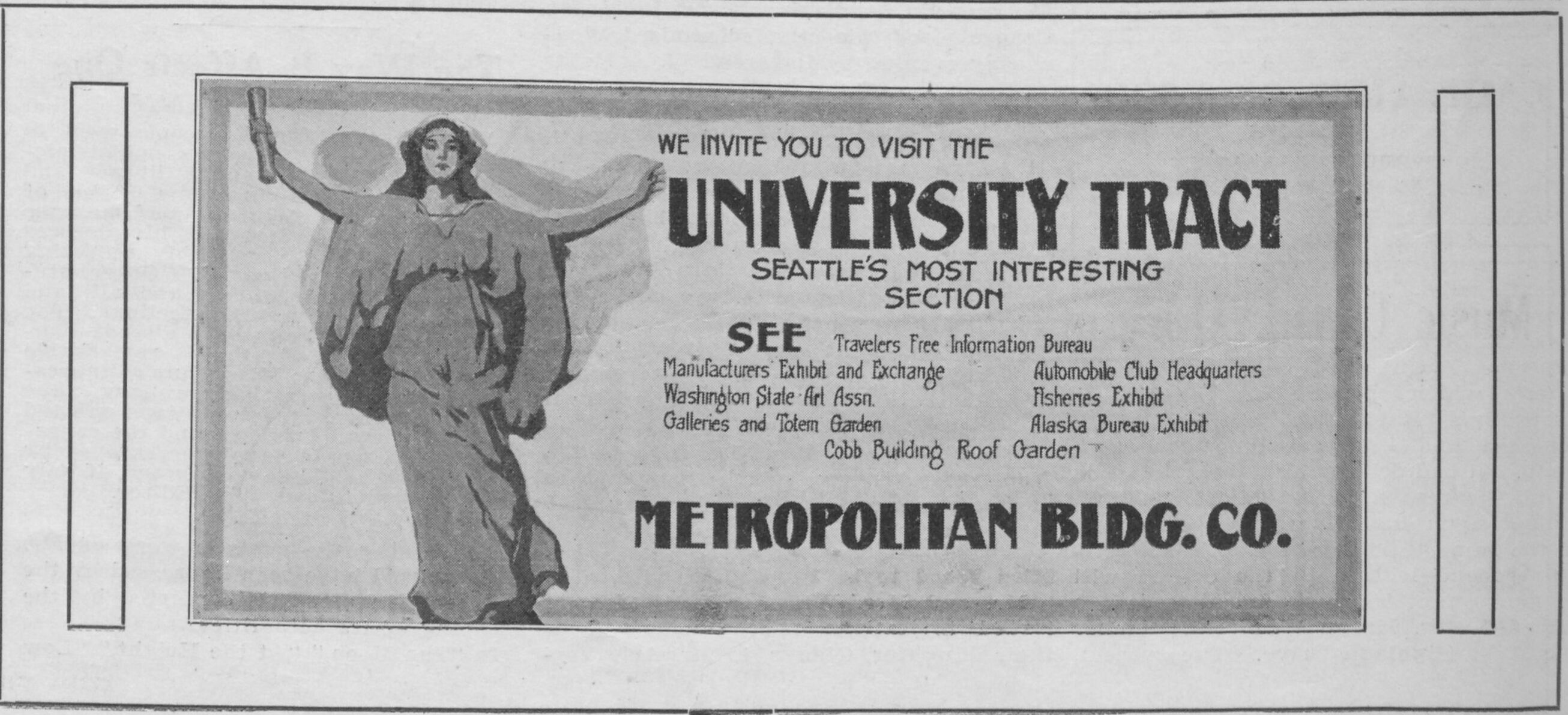
Un anuncio de 1915 que daba la bienvenida a los visitantes a lo que entonces se conocía como "University Tract", pero que ya estaba administrado por Metropolitan Building Company.

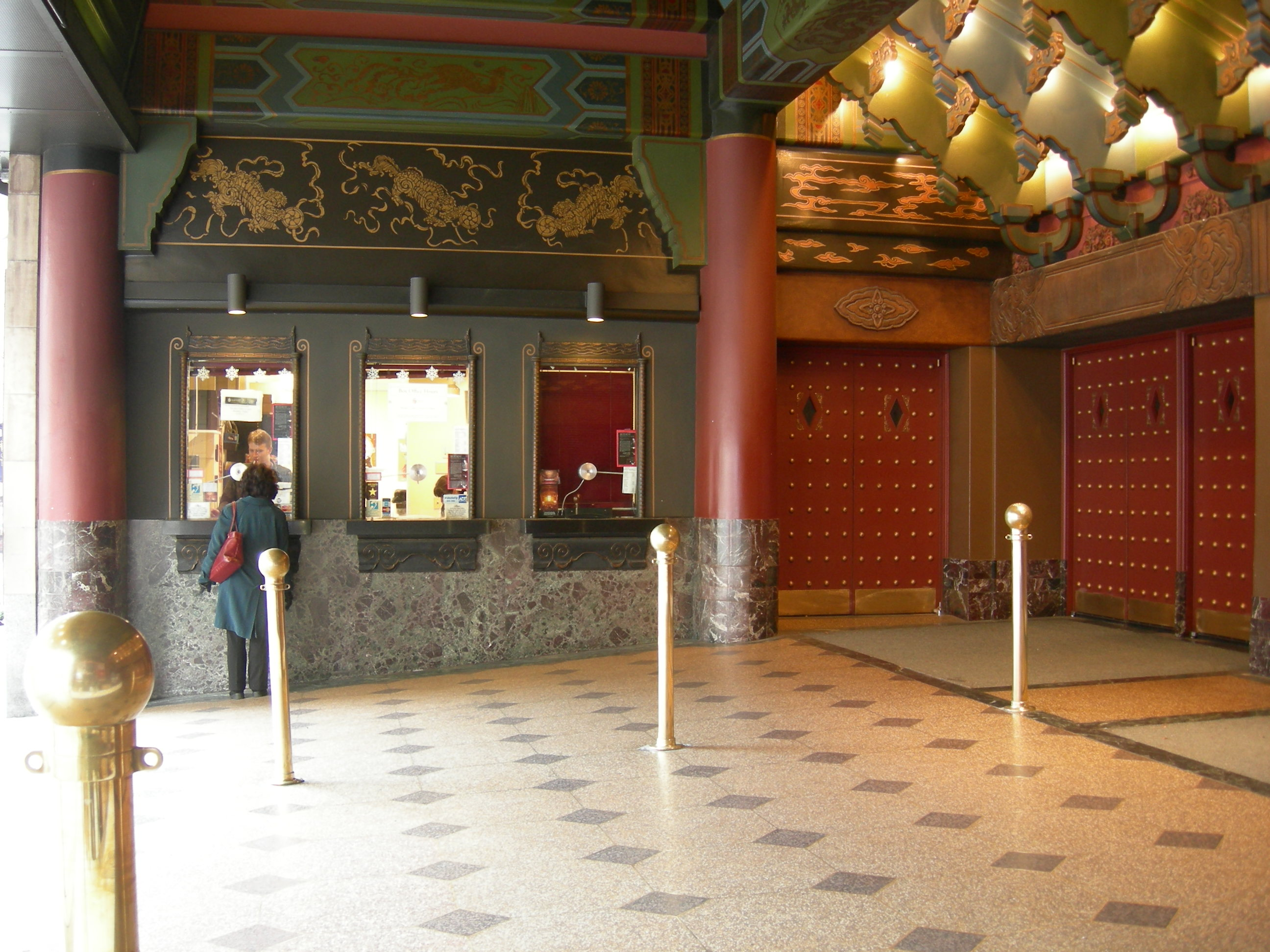
Entrada del Teatro de la Quinta Avenida, en el Metropolitan Tract.

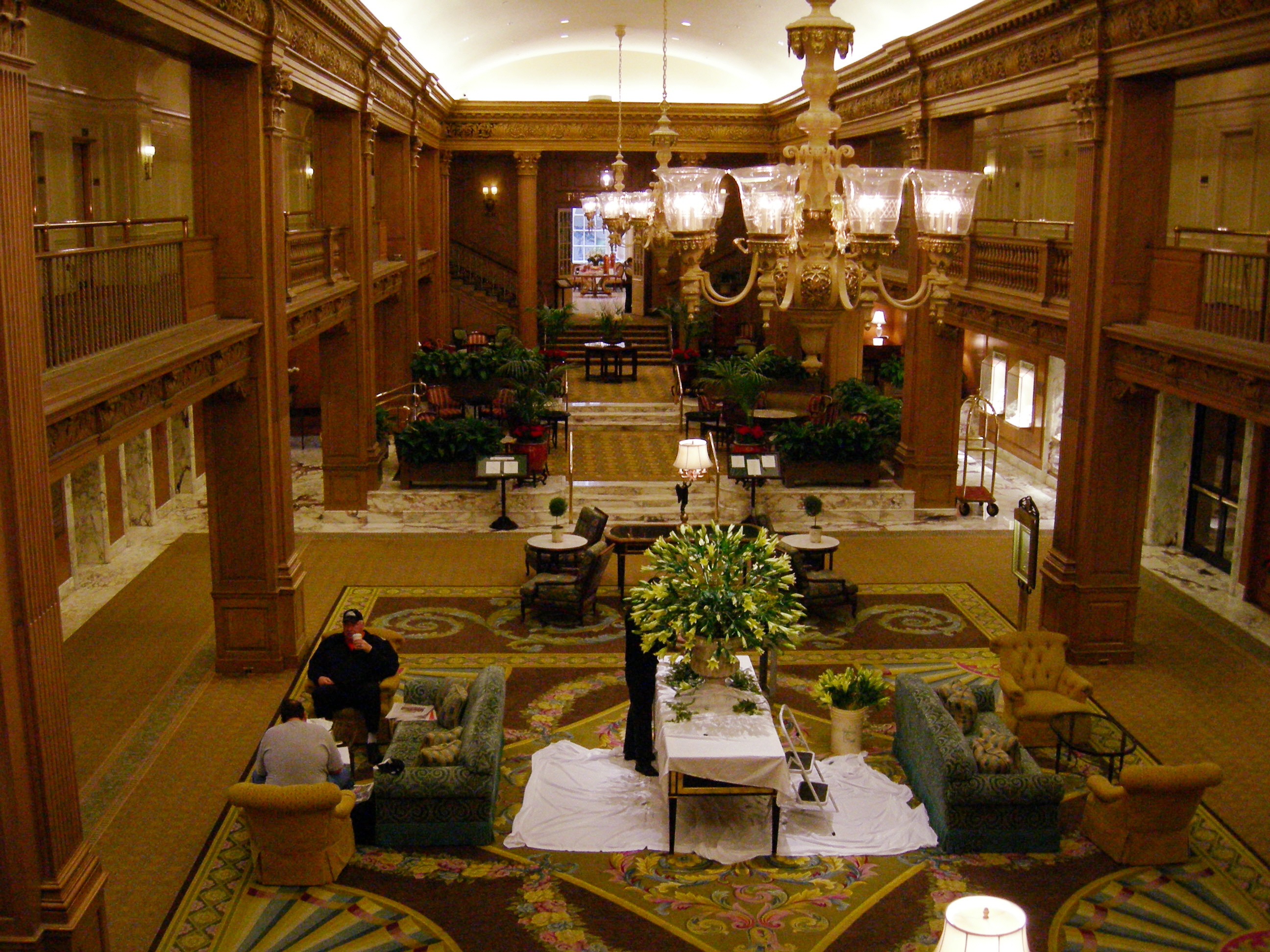
Lobby del Hotel Fairmont Olympic, en el Metropolitan Tract.

Metropolitan Tract es un área de terreno en el centro de Seattle propiedad de la Universidad de Washington. Originalmente cubría 10 acres (40 468,6 m²) , la compra en 1962 de un terreno para un garaje para el Hotel Olympic amplió la parcela a 11 acres (44 515,5 m²)   Está ubicado principalmente en un rectángulo formado por Seneca St., Third Ave., Union St. y Sixth Ave.

## Historia
El tramo incluye el sitio original del campus de la Universidad de Washington. En 1895 la universidad se trasladó a su ubicación actual. Inicialmente, la nueva facultad de derecho de la Universidad utilizó uno de los antiguos edificios de la universidad, y el edificio principal original se alquiló primero a las Escuelas Públicas de Seattle y luego a la Biblioteca Pública de Seattle. Cuando comenzó la construcción de edificios comerciales, este edificio original se trasladó unas cuadras a un sitio a lo largo de la Quinta Avenida. Sin embargo, el edificio cayó en mal estado y un esfuerzo dirigido por Edmond Meany para trasladarlo al nuevo campus y rehabilitarlo no tuvo éxito.
La legislatura estatal había autorizado a los regentes de la universidad a arrendar o vender la zona del centro. El 9 de diciembre de 1902, los regentes votaron a favor del arrendamiento en lugar de la venta, aunque una franja en la esquina noroeste del sitio se vendió al gobierno de los Estados Unidos para un edificio federal, bajo el supuesto de que este edificio aumentaría el valor del resto. el tracto.
El arrendatario inicial de 1902, University Site Improvement Company, comenzó la construcción del edificio para el Seattle Post-Intelligencer, pero pronto se perdió el contrato de arrendamiento. Luego, el terreno fue arrendado el 1 de noviembre de 1904 por James A. Moore, quien completó el edificio PI y supervisó la continuación de la Cuarta Avenida a través del antiguo campus. En 1907, el mismo año en que abrió el Moore Theatre and Hotel, Moore transfirió los 47 años restantes de su contrato de arrendamiento a Metropolitan Building Company, quien contrató a la firma neoyorquina Howells & Stokes para elaborar un plan maestro para el desarrollo integrado. Howells & Stokes pretendía crear una "ciudad dentro de la ciudad". En ese momento, era el desarrollo más grande de un sitio en el centro de la ciudad realizado en los Estados Unidos.
El diseño de Howells & Stokes incluía unos grandes almacenes, oficinas, un hotel, viviendas y una pequeña plaza, todos ellos construidos con un estilo y escala similares. Todos los edificios en el tramo debían tener 11 pisos de altura, con ornamentación de terracota en la parte superior y en los niveles de la calle y ladrillos en el medio. Su decoración combinaría elementos del estilo Beaux Arts y comercial (escuela de Chicago), como la simetría y un escaparate claramente marcado. Se propusieron diez estructuras; de ellos, cinco fueron realmente construidos.
Howells & Stokes contrató a Abraham H. Albertson en Seattle para que fuera su representante local y supervisara la construcción. Después del cierre de la empresa en 1917, Albertson y otros exempleados continuaron el proyecto bajo la dirección de la empresa sucesora Howells & Albertson. En 2007, el edificio Cobb es el único de los edificios originales que sobrevive.
Actualmente, el Área Metropolitana contiene más de 130 000 m² de espacio de oficinas rentable, más de 200 pies cuadrados (1858,1 dm²)   de espacio comercial rentable, unas 450 habitaciones de hotel y acceso a más de 2.000 plazas de aparcamiento. El tramo se administra y opera a través de dos arrendamientos a largo plazo: uno con Legacy Hotels para el hotel y el garaje Fairmont Olympic, y el otro con UNICO Properties, Inc., para todos los demás edificios del tramo.

## Edificios destacados en el área metropolitana
Los siguientes edificios en el Área Metropolitana están en el Registro Nacional de Lugares Históricos
- Edificio Cobb - 1305 Cuarta Avenida, Seattle 98101
- Hotel Fairmont Olympic - 411 University Street, Seattle 98101
- Edificio Skinner - 1326 Quinta Avenida, Seattle 98101
- Teatro de la Quinta Avenida - 1308 5th Ave, Seattle, WA 98101, en el edificio Skinner

Otros edificios destacados en el Área Metropolitana son:
- Centro financiero - 1215 Cuarta Avenida, Seattle 98161
- 1200 Fifth - 1200 Quinta Avenida, Seattle 98101
- Puget Sound Plaza - 1325 Cuarta Avenida, Seattle 98101
- Torre Rainier y Plaza Rainier - 1301 Quinta Avenida, Seattle 98101

Los antiguos edificios del Metropolitan Tract incluyen:
- El Teatro Metropolitano
- Seattle Ice Arena
- Edificios White, Henry, Stuart (similares al edificio Cobb) - 410 University Street, Seattle (ahora Rainier Tower)[7][8]

## Desarrollo reciente
En 2013, la Universidad de Washington anunció planes para reconstruir el centro comercial Rainier Square, adyacente a la Torre Rainier, al vencimiento del contrato de arrendamiento a largo plazo firmado con Unico Properties en 2014. El proyecto resultante reemplazó el centro comercial con la Rainier Square Tower, un rascacielos de uso mixto de 58 pisos que incluía 710 pies cuadrados (66,0 m²)   de espacio para oficinas, 220 unidades residenciales y un hotel de 165 habitaciones. La construcción de la Rainier Square Tower comenzó en 2017 y se completó en 2020.

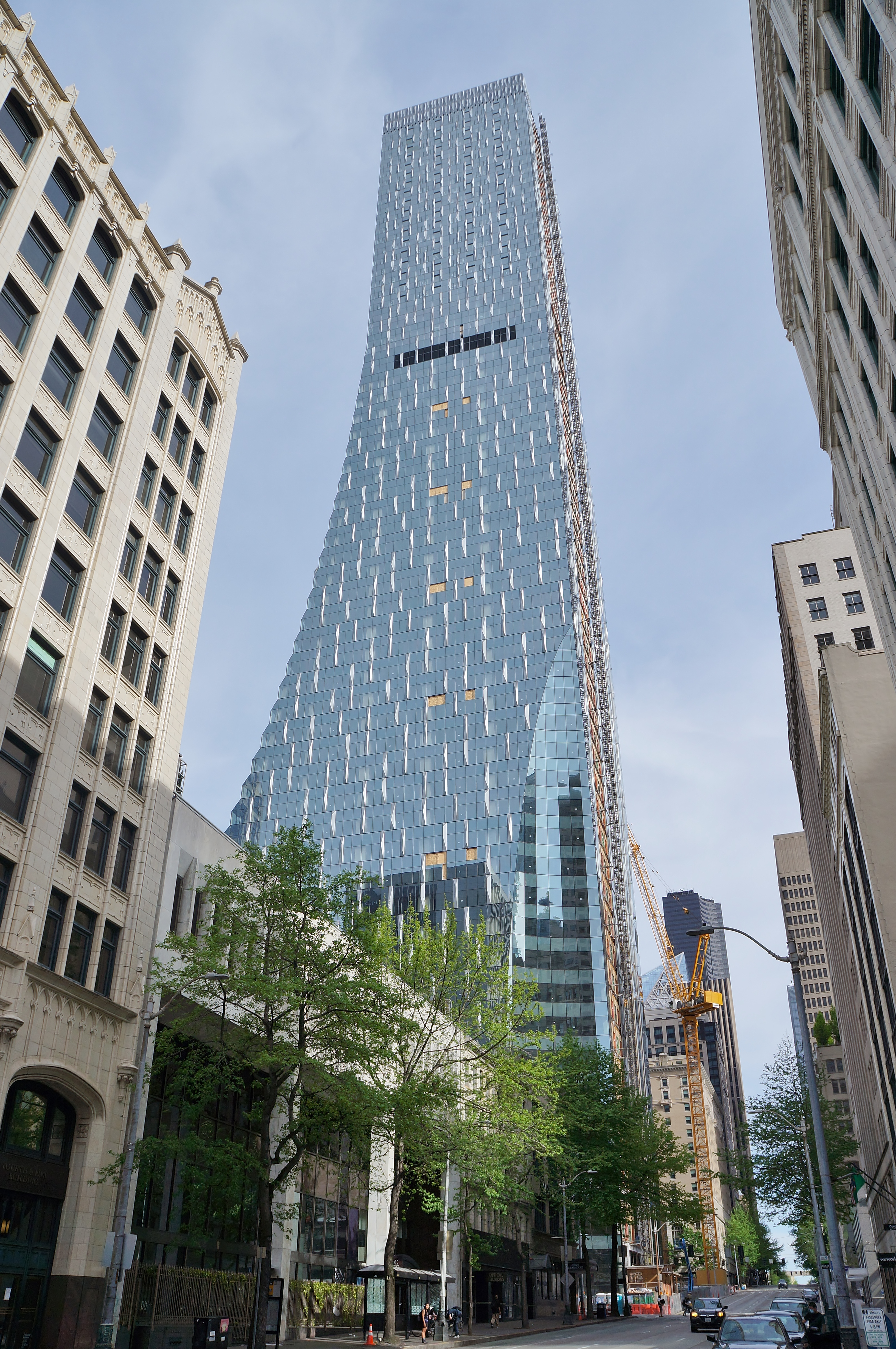
Rainier Square Tower, mayo de 2020 desde 4th Avenue y Union Street.